# علم الجينوم الكيميائي

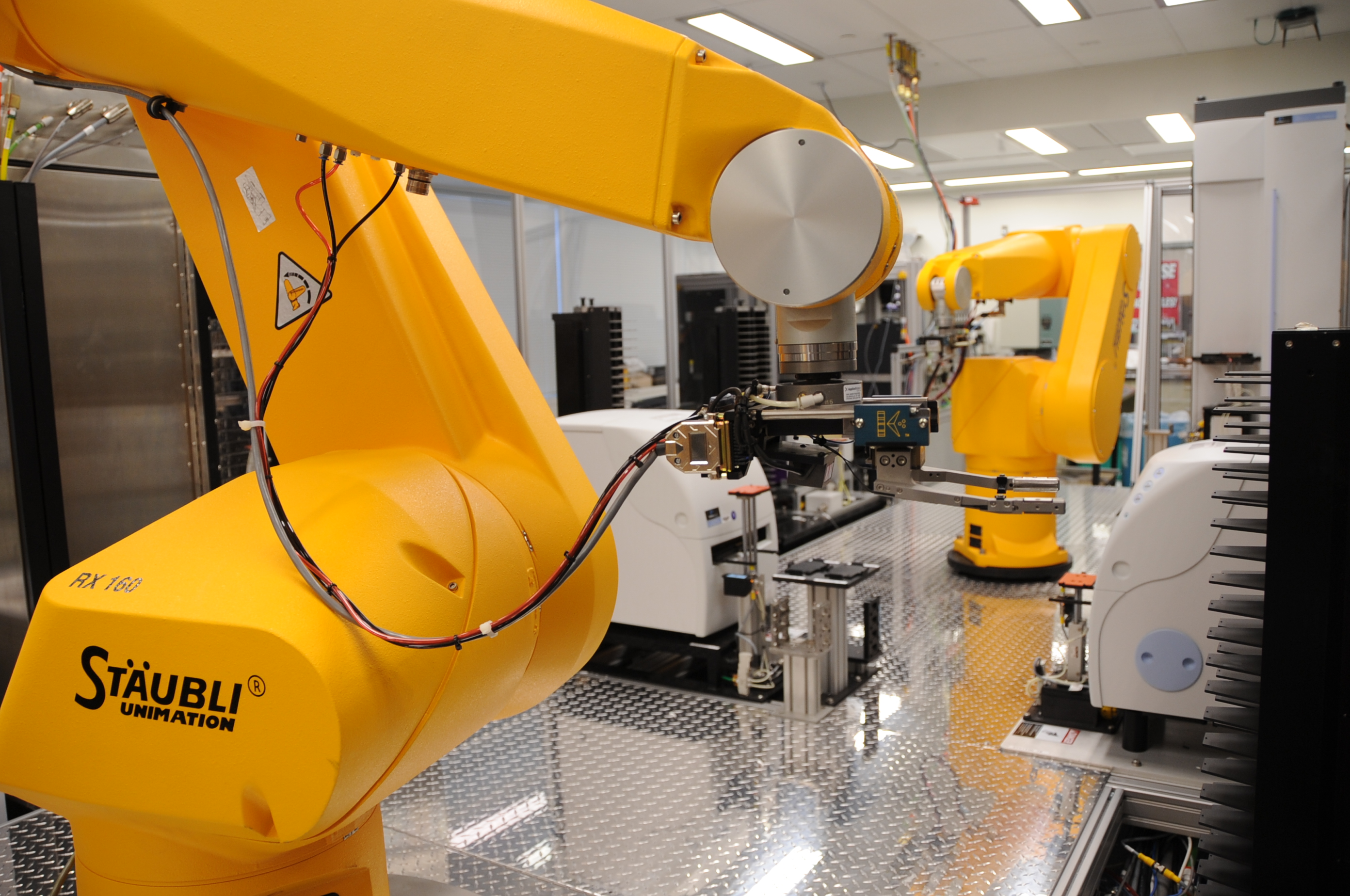

علم الجينوم الكيميائي هو دراسة ردود الجينات للمركب الكيميائي. الهدف هو المطابقة السريعة بين المخدر الجديد وأهداف التخدير ،تتضمن العديد من تكنولوجيات اكتشاف حالة المخدر المبكرة ابتداءً من مطابقة الهدف والفاعلية , من خلال تصميم مركب واصطناع كيميائي، للاختبار البيولوجي وتنميط ADME.